# Sweet Sensation (gruppo musicale statunitense)
Le Sweet Sensation sono state un gruppo musicale statunitense pop e freestyle.

## Storia del gruppo
Da non confondere con l'omonimo gruppo soul britannico degli anni settanta, le Sweet Sensation vennero fondate nel 1986 nel Bronx, a New York. Originariamente conosciute come Sweet Temptation, cambiarono nome dopo essere state accusate di aver scelto un nome troppo simile a quello dei Temptations. Pubblicarono diversi singoli entrati nelle classifiche; i loro maggiori successi includono Never Let You Go (1988), Love Child (1990), una cover di Diana Ross & The Supremes e If Wishes Came True (1990). Terminarono la loro attività negli anni 2010.

## Formazione
- Betty "Dee" LeBron – voce
- Margie Fernandez – voce
- Mari Fernandez – voce
- Sheila Vega – voce

## Discografia

### Album
- 1988 – Take It While It's Hot
- 1990 – Love Child

### Singoli
- 1986 – Hooked on You
- 1987 – Victim of Love
- 1988 – Take It While It's Hot
- 1988 – Never Let You Go
- 1989 – Sincerely Yours (feat. Romeo J.D.)
- 1989 – Hooked on You (Remix)
- 1990 – Love Child
- 1990 – If Wishes Came True
- 1990 – Each and Every Time
- 1991 – One Good Man
- 1992 – I Surrender (Berrios Remix)
- 2005 – My Body, Tu Cuerpo

### Album di remix
- 1991 – Time to Jam (The Remix Album)